# باززایش (فیلم ۱۹۱۵)
باززایش (به انگلیسی: Regeneration) فیلمی ۷۲ دقیقه‌ای به کارگردانی رائول والش با بازی راکلیف فلوس است.